# Marià Viñas i Dordal
Marià Viñas i Dordal (Moià, 1868 - Barcelona, 29 de desembre del 1954) va ser un sacerdot, mestre de capella i músic català.

## Biografia
Provinent d'una família de vocació musical, on en destacava el seu germà, el que arribaria ser gran tenor Francesc Viñas, començà a estudiar solfeig des de ben jove. Cursà estudis eclesiàstics al seminari de Vic i es llicencià a València. Fou ordenat sacerdot el 1891, i començà a exercir el ministeri fent de coadjutor a les parròquies de Sant Pere d'Osor i de Roda de Ter. El 1894 marxà a Roma, on hi estudià harmonia, contrapunt, fuga, composició i instrumentació amb el mestre Capocci (Gaetano Capocci 1811-1898 ?; Filippo Capocci 1840-1911 ?). Tornà a Barcelona i sembla que hi continuà la formació musical amb els mestres Antoni Nicolau i Enric Morera. En el domini eclesiàstic, va ser adjutor de Sant Joan de Gràcia (1898) i de Sant Francesc de Paula de Barcelona (1900, 1904), ecònom de l'església parroquial de Sant Adrià de Besòs, organista de Sant Cugat del Rec (1911, 1912) i beneficiat de la Basílica de la Mercè. Finalment, obtingué per oposició la plaça de mestre de capella de la catedral de Barcelona el novembre del 1912, i romangué en el càrrec fins a la mort, compartint-lo amb els mestres Josep Marraco i Ferrer (mestre de capella jubilat, amb rang honorífic de per vida) primer, i Josep Sancho i Marraco després. Durant la guerra civil visqué exiliat a Roma
Va ser autor d'un gran nombre de composicions de música sacra, incloent-hi misses orquestrals, encara que també conreà el lied, la música de piano i de cambra. Molta d'aquesta producció es conserva a l'abadia de Montserrat.

## Obres
Selecció
- Brindis de Pasqua, per a cor mixt, premiada a la 5a. "Festa de la Música" organitzada per l'Orfeó Català el 1910
- Canigó (1948), sardana[5]
- Jesu mi (1917), per a cor
- Lauda Sion (1915), missa a tres veus i orquestra
- Misa (1894)
- Misa de la Inmaculada (1906), per a orquestra
- Misa solemne (1898), a dos cors
- Missa Spiritus Domini (1896), a quatre veus i orgue, estrenada a la basílica de Sant Joan de Laterà, dedicada al bisbe Morgades
- La pastoreta (1911), cançó premiada al certament artístic-literari d'Olot
- Salutaris Hostia (1905), per a veu
- Sardana premiada als Jocs Florals de la Bisbal d'Empordà el 1911
- Somni de Jesús, melodía á Solo y Chor d'ángels, amb lletra de Jaume Boloix
- Tota pulchra est María (1917), per a cor
- La Virginitat triomfant, drama sacre musical en un acte i en vers, (1935). amb lletra de Tomàs Bellpuig
- Composicions basades en poesies de Jacint Verdaguer: Maria, dolça Mare del bon Déu (1892); Lo pecador a Jesús (1896[6]); L'encís, cant de les fades (Flor Natural a la IVa. Festa de la Música Catalana del 1908, amb lletra d'uns versos del Canigó; Lo plor de la tórtora (1909); Lluny de ma terra (guanyadora de la VI Festa de la Música Catalana, el 1911); La Goja de Banyoles (premi de composició musical al XXIII Certamen literari d'Olot del 1912[3]); Qué t'he fet, oh poble meu; Pastorella; Sant Joan de la Creu; Sentint un rossinyol; A Maria, dolça mare; Lo Noi de la Mare; Cant d'amor (Les 3 volades), Cant de gentil; Canigó, sardana[7]